# Epirrhoe pseudorivata
Epirrhoe pseudorivata är en fjärilsart som beskrevs av Wagner 1923. Epirrhoe pseudorivata ingår i släktet Epirrhoe och familjen mätare. Inga underarter finns listade i Catalogue of Life.